# Jakob Hollander
Jakob Hollander (* 25. März 1844 in Altona; † 8. Dezember 1880 in Trier) war ein deutscher orthodoxer Oberrabbiner. 
Der Sohn des Klausrabbiners Jesaja Hollander studierte während seiner sechsjährigen Gymnasialzeit in Altona den Talmud bei dem dortigen Oberrabbiner Jakob Ettlinger, setzte sein Studium in Berlin fort und wurde im März 1869 in Halle mit der Dissertation De Rabban Gamaliele hasaken, theologo promoviert. Danach besuchte er die neuorthodoxe Rabbinatsschule in Eisenstadt, die Esriel Hildesheimer am 2. September 1873 nach Berlin verlegte. 
Ab 1871 wirkte er als Stiftsrabbiner in Hannover und wechselte drei Jahre später nach Wreschen in der Provinz Posen. 1879 wurde er Rabbiner und Religionslehrer am Gymnasium in Trier, zuletzt war er Oberrabbiner. In der Zeitschrift Der Israelit wurde er 1879 wegen angeblicher Missachtung religiöser Vorschriften kritisiert. Hollander korrespondierte mit Esriel Hildesheimer über Fragen religiöser Konversion und vertrat dabei eine orthodoxe Position.